# Ramūnas Kalvaitis
Ramūnas Kalvaitis (* 1961) ist ein litauischer Politiker, Vizeminister.

## Leben
Nach dem Abitur an der Mittelschule absolvierte er das Diplomstudium der Wirtschaft und Wirtschaftsingenieurwesen an der Fakultät für Wirtschaft der Vilniaus universitetas und das Masterstudium an der Vilnius University International Business School. Er arbeitete als Ingenieur in der Abteilung für automatisierte Steuerungssysteme am technischen Forschungsinstitut „Venta“. 
Ramūnas Kalvaitis arbeitete etwa 20 Jahre in der Stadtverwaltung Vilnius. Dort leitete er die Unterabteilung für Wirtschaft und Planung, Unterabteilung Wirtschaftsentwicklung sowie für Strategiemanagement. Vom 31. Dezember 2008 bis zum 25. Oktober 2010 war er stellvertretender Umweltminister Litauens, Stellvertreter von Gediminas Kazlauskas (* 1959) im Kabinett Kubilius II. Er lehrt als Lektor an der Fakultät für Politik und Management der Mykolo Romerio universitetas.
Ramūnas Kalvaitis ist verheiratet und hat einen Sohn.